# Greenberg
Greenberg (prt: Greenberg; bra: O Solteirão) é um filme americano de comédia dramática, escrito, dirigido por Noah Baumbach e estrelado por Ben Stiller, Greta Gerwig, Rhys Ifans, Jennifer Jason Leigh e Chris Messina.

## Elenco
- Ben Stiller como Roger Greenberg
- Greta Gerwig como Florence Marr
- Rhys Ifans como Ivan Schrank
- Jennifer Jason Leigh como Beth
- Merritt Wever como Gina
- Chris Messina como Phillip Greenberg
- Brie Larson como Sara
- Juno Temple como Muriel
- Dave Franco como Rich